# Fotografia de natura

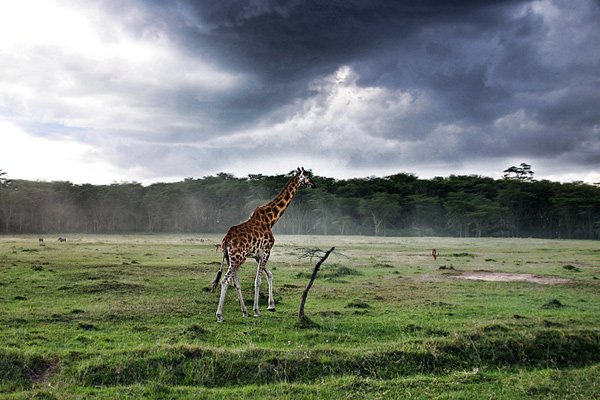
Girafa a Kenya

La fotografia de natura fa referència a un ampli rang de gèneres fotogràfics que tenen la finalitat de mostrar els elements de la natura: paisatges, la vida salvatge, animals, plantes i altres organismes. La fotografia de natura tendeix a posar un fort èmfasi sobre el valor estètic de la fotografia més que altres gèneres fotogràfics, com el fotoperiodisme i la fotografia documental; malgrat tot, però, els fotògrafs de natura tendeixen a ser el màxims objectius possible complint un codi ètic. Té un seguit de subgèneres segons l'objecte fotografiat o tècnica emprada. La fotografia de vida salvatge, la paisatgística, la submarina, la nocturna, la macrofotografia,...

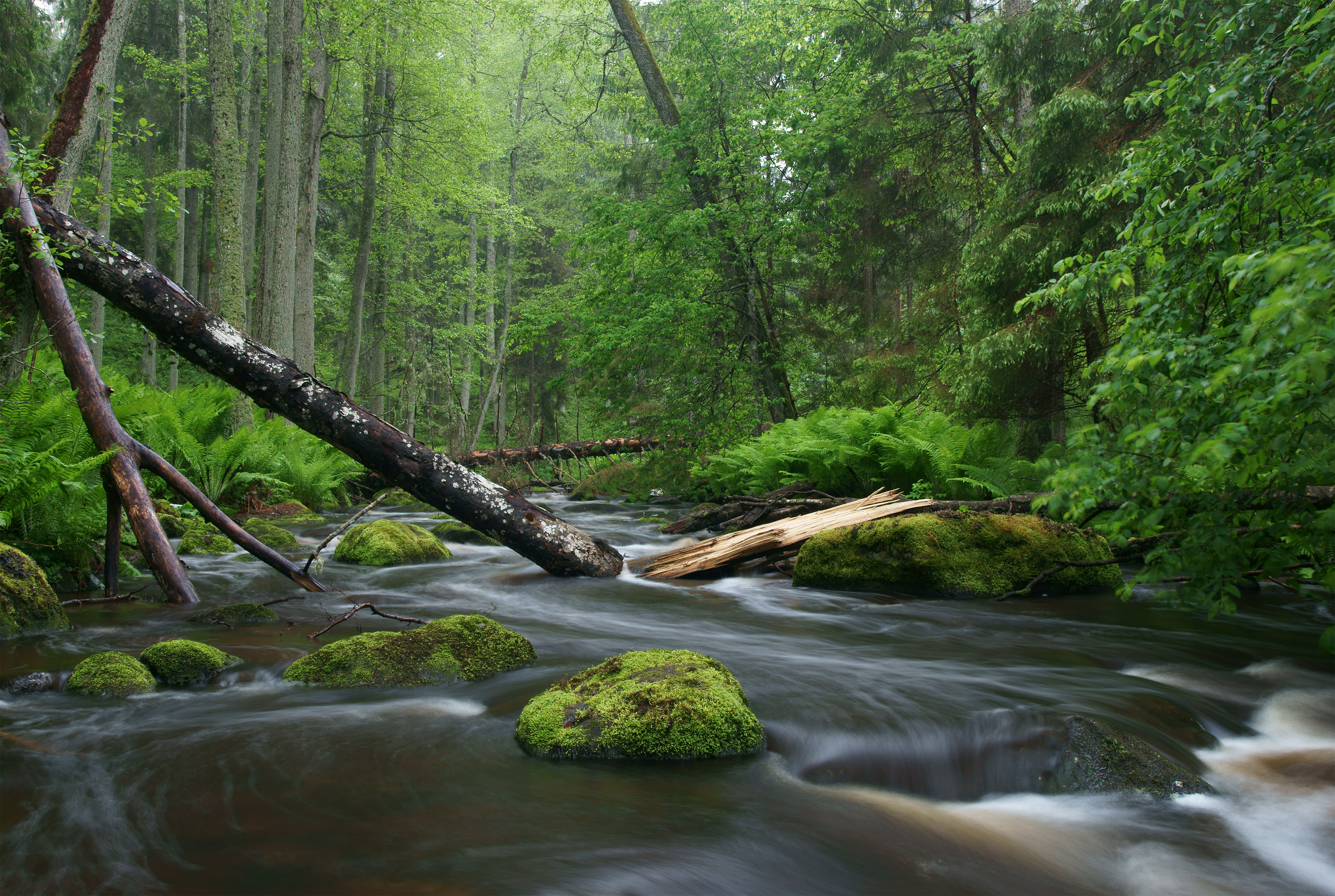
Els parcs naturals són llocs populars per a fotografia de natura. Parc Nacional Lahemaa a Estònia.

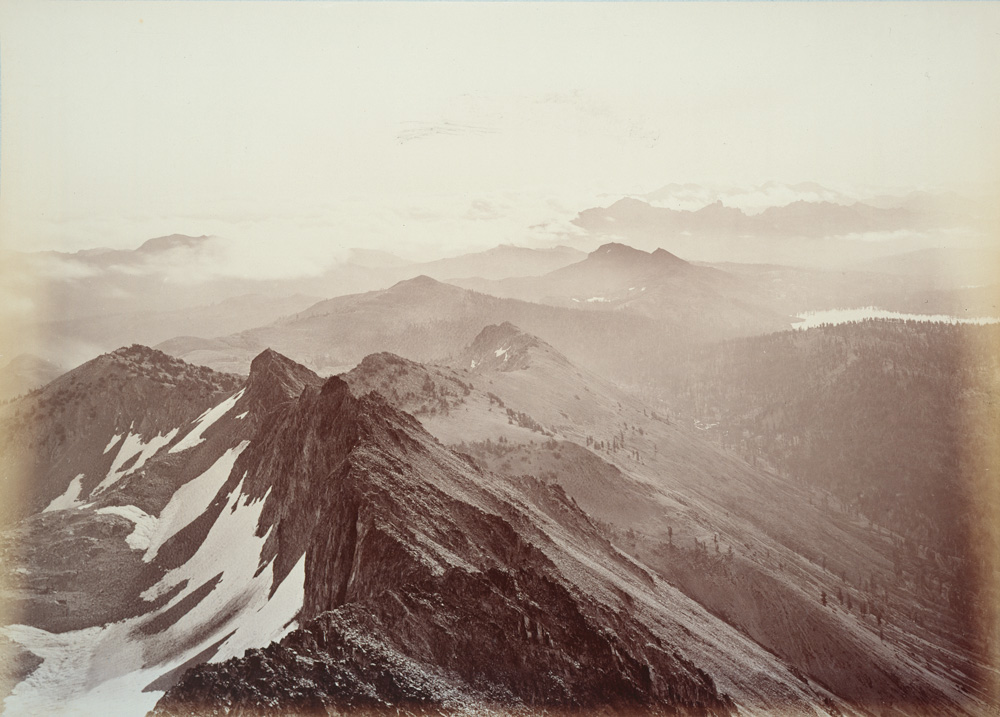
Fotografia de paisatge circa. 1873-1883

Els fotògrafs de natura publiquen en revistes científiques, culturals i de viatges. Les revistes en les quals publiquen i tenen més renom internacionals són la National Geographic Magazine, National Wildlife Magazine, Audubon Magazine, o d'altres molt més específiques com Outdoor Photographer i Nature's Best Photography. Alguns dels fotògrafs de natura més coneguts inclouen Ansel Adams, Frans Lanting, Galen Rowell, Philip Hyde, Eliot Porter i Art Wolfe, i també els catalans Oriol Alamany, Iñaki Relanzón, Albert Masó o Francesc Muntada; alguns agrupats en la Societat Catalana de Fotògrafs de Natura.

## Fotografia de paisatges
Es tracta d'un tipus de fotografia de naturalesa en la qual es capten grans escenaris de la naturalesa. Solen utilitzar-se objectius de gran angular i obertures molt reduïdes per poder treballar a la major profunditat de camp possible.

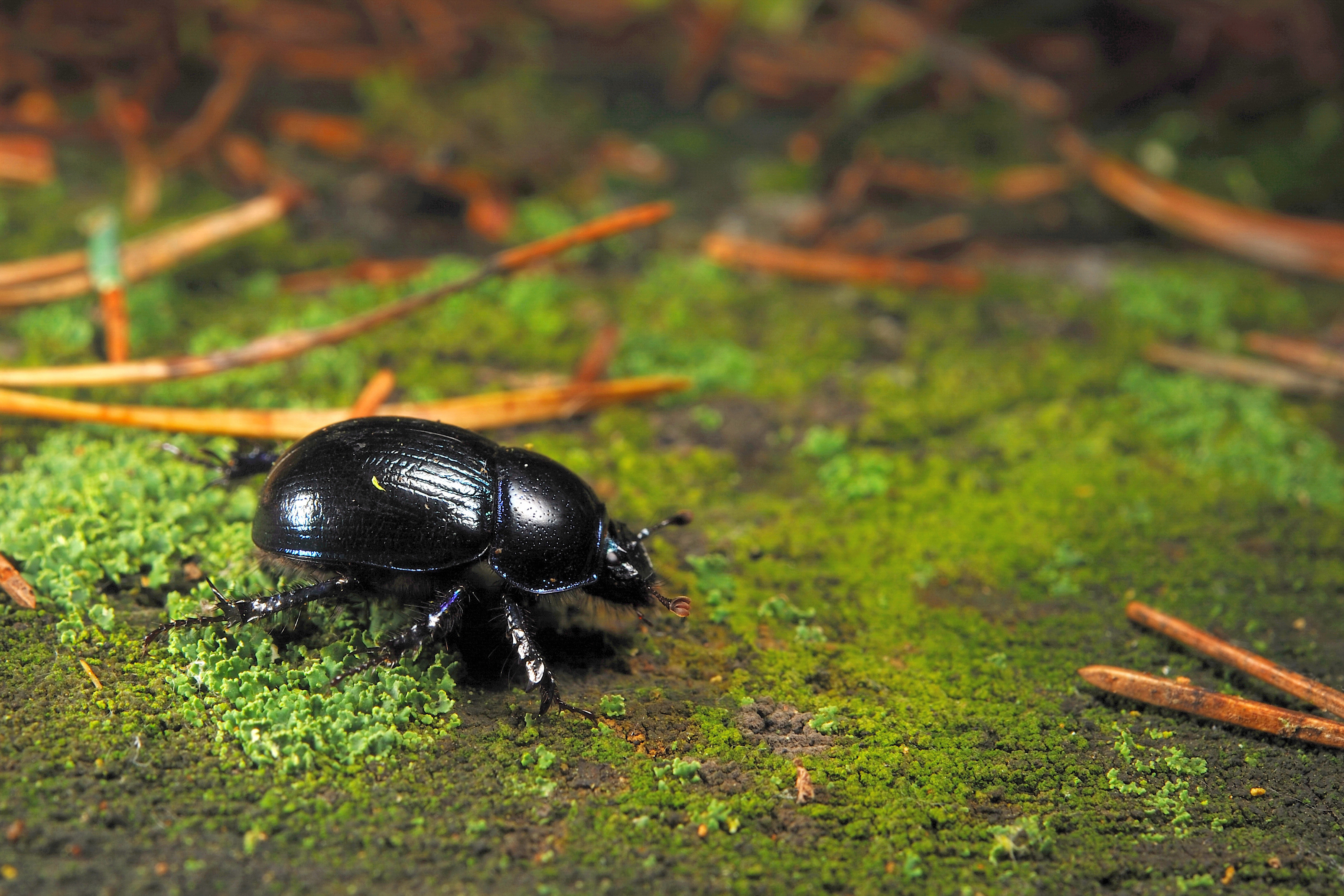
la fotografia de natura inclou imatges fetes de coses grans i petites. Foto d'un escarabat usant una distància focal de 60 mm i una Velocitat d'obturació d'1/320 segons

## Fotografia del món salvatge
Les tècniques utilitzades en la fotografia del món salvatge difereixen a les utilitzades en fotografia de paisatges. Solen utilitzar-se altes velocitats d'obturació per poder capturar el moviment. Per aconseguir un nivell adequat d'exposició s'utilitzen objectius clars i d'elevat angular. Els grans fotògrafs de vida salvatge solen anar equipats amb objectius de potent zoom per poder treballar a distància i evitar ser vists.

## Fotografia macro

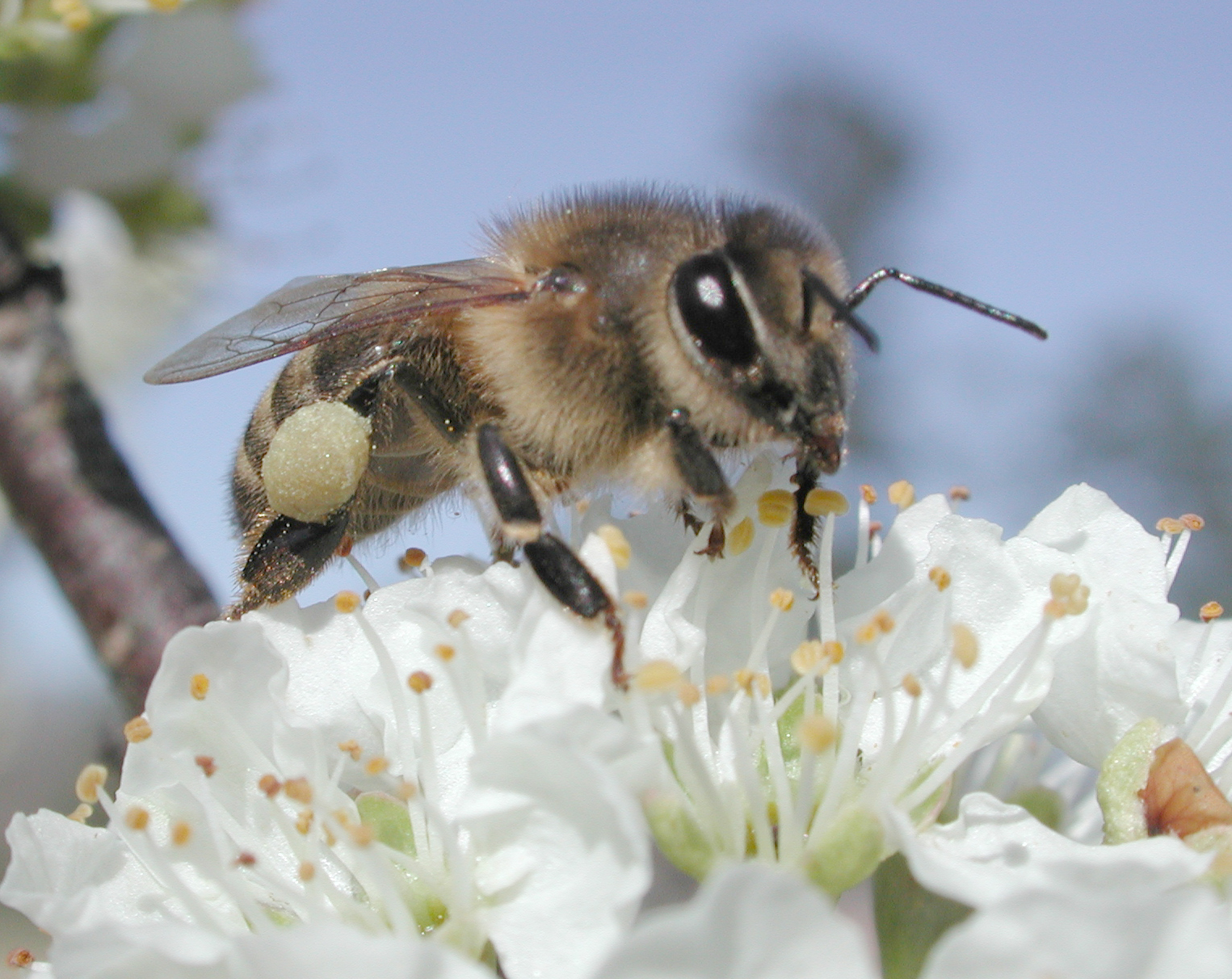
Macrofotografia.

Es tracta d'un tipus de fotografies de naturalesa que es pren a distàncies molt curtes i en les quals es busquen els petits detalls de la naturalesa. Es poden usar objectius macro, flaix anul·lar, plat micromètric, trípode o sac d'arròs. Entre les dificultats pròpies estan aconseguir l'enfocament, eliminar el moviment, profunditat de camp i il·luminació adequada.

## Altres tipus de fotografia
Fotografia d'aproximació: Petits teleobjetius (fongs, papallones, plantes…).
- Micro fotografia: Fotos realitzades a través d'un microscopi (protozous, algues…..).
- Caça fotogràfica: Grans teleobjetius, Hide i camuflatge. Fototrampeig (mamífers, aus, rèptils…).
- Fotografia subaqüàtica: Càmeres estances, equips d'immersió (peixos, algues, corals, mol·luscs..).
- Astrofotografia: Fotografies a través de telescopi (Lluna, Sol, estels, nebuloses…).